# Partea retrolenticulară a capsulei interne
Partea retrolenticulară a capsulei interne sau  partea retrolentiformă a capsulei interne (Pars retrolentiformis capsulae internae) sau brațul retrolenticular al capsulei interne, brațul retrolentiform al capsulei interne,  partea retrolentiformă a brațului posterior (Pars retrolentiformis cruris posterior) reprezintă o porțiune a capsulei interne, situată pe suprafața laterală a porțiunii posterioară a talamusului, caudal (posterior) de nucleul lenticular și de brațul posterior al capsulei interne.
Partea retrolenticulară este format de radiația talamică posterioară și fibre descendente.
- Fibrele descendente sau corticopontine sunt alcătuite de fibrele parietopontine, care provin din cortexul cerebral al lobului parietal și se termină în nucleele pontine a părții ventrale a punții, fibrele occipitopontine, care provin din lobul occipital și se termină în nucleele pontine a părții bazilare a punții, și fibrele occipitotectale (sau fibrele occipitocoliculare) care provin din regiunea vizuală a lobului occipital, trec spre tectumul mezencefalic unde se termină în special în colicul superior și aria pretectală.
- Radiația talamică posterioară constă în principal din fibrele ascendente ale radiații optice (Gratiolet) de la corpul geniculat lateral spre cortexul vizual din lobul occipital (cortexul striat sau calcarin, aria 17 Brodmann). Alte fibre ascendente sunt fibrele talamocorticale de la alte nuclee talamice (partea posterioară a talamusului), inclusiv nucleii pulvinarului spre lobii occipital (fibre talamooccipitale) și parietal (fibre talamoparietale). Fibrele corticotalamice (occipitotalamice) descendente sunt, de asemenea, prezente în radiațiile talamice posterioare.